# 左官

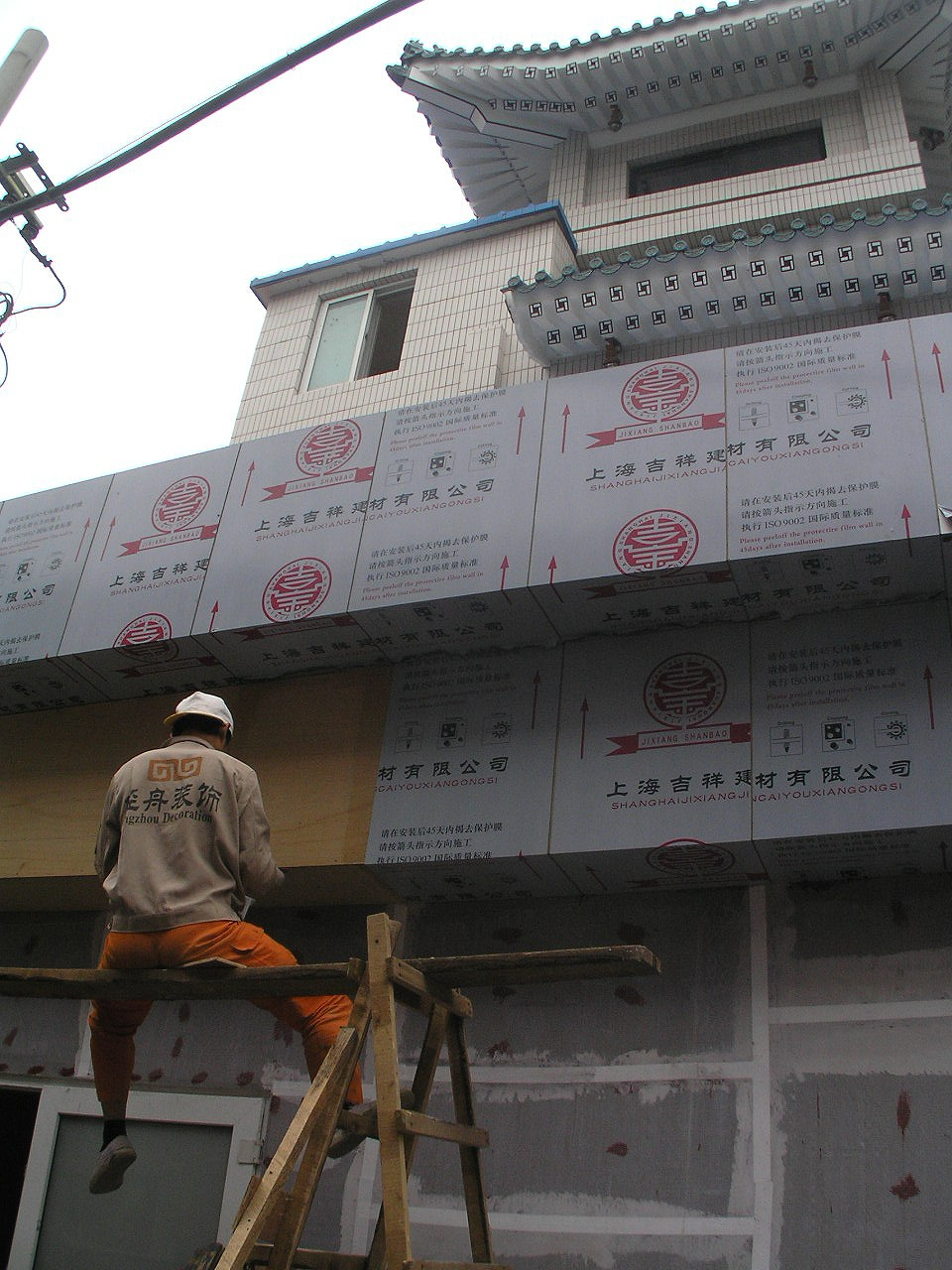
中国北京の左官職人

左官（さかん）は、建物の壁や床、土塀などに対し、可塑性のある材料をこて及びこて板で塗り仕上げたり、吹き付ける作業、またそれを専門とする職人のこと。「しゃかん」ともいう。
2020年「伝統建築工匠の技：木造建造物を受け継ぐための伝統技術」がユネスコ無形文化遺産に登録され、この中に「左官（日本壁）」が含まれている。

## 概説

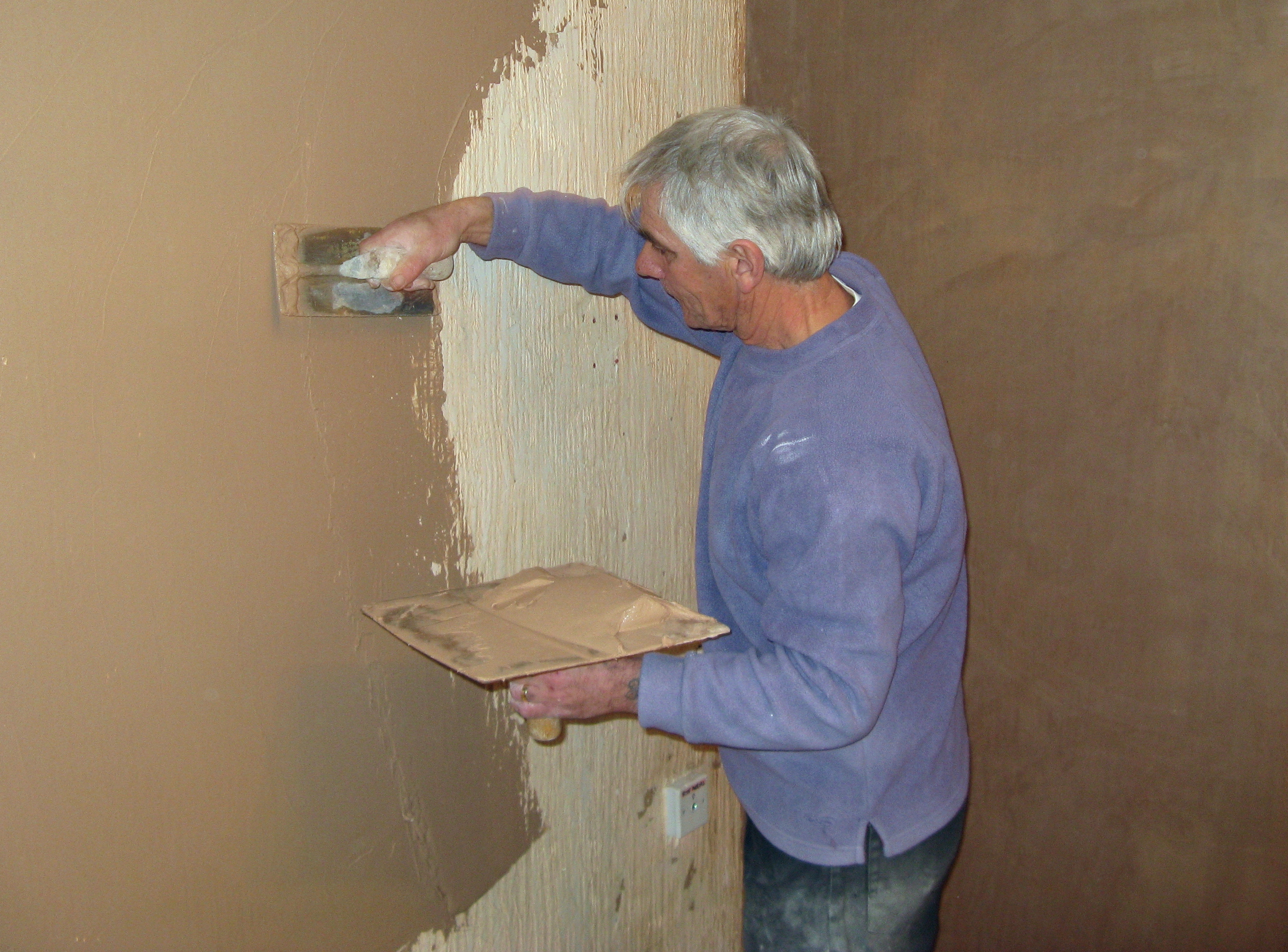
イギリスの左官職人

左官工事とは、工作物に壁土、モルタル、漆くい、プラスター、繊維等をこて塗り、吹付け、又は貼り付ける工事のことである。石灰や土、砂、自然繊維などを組み合わせた自然素材からなる塗り壁（または吹き付け壁）を左官壁という。この壁や天井などに塗り付け等を行う材料を左官材料といい、最終仕上げとする場合と壁紙張り、塗装工事、タイル工事等の下地にする場合とがある。
左官壁の代表例に漆喰壁がある。また、漆喰壁のように仕上げることができるよう鉱物質の粉末と水を練り合わせたプラスターや、生石灰と水を練り合わせた生石灰クリームなどもある。このほか樹脂リシン壁や聚楽壁（じゅらくへき）のように吹き付けを用いながら塗り壁のような風合いに仕上げるものもある。
左官工事には鏝（こて）を使うが、西洋では主に四角形で大型なのに対し、日本では主に剣先タイプのものが使用される。
左官壁の利点としては、多様な仕上げができること（光沢のある磨き仕上げやこて跡を残したラフな仕上げ等）、室内の調湿効果や脱臭効果が期待できることが挙げられる。また、左官材料を塗り重ねることにより断熱効果や保温効果も期待できる。
左官壁の欠点は、施工及びその後の乾燥に手間と時間がかかることや、職人の技術の差が仕上がりに大きく影響することなどがある。気候や建物壁面の下地の状態によっては左官壁に向かない場合もある。

## 湿式構法
外壁の形式のうちモルタル等の左官材料で仕上げる方式を湿式構法という。モルタルなどの左官材料は水と混ぜて施工することから湿式材料といい、施工時には不定形であることから厚みや形状を自由に調整できる反面、硬化すると収縮等が発生するためひび割れを起こすこともある。

### モルタル塗り
- 鏝押え[7]
- 掻落し[7]（かきおとし） - モルタル仕上げなどの表面がほぼ硬くなったところを、こて、金串、ブラシなどで表面をむらなく掻き落とし、粗面に仕上げるもの[8]。掻落し粗面仕上げともいう[8]。英語：scratching[8]。
- 化粧ローラー押え[7]

### 漆喰塗り
- 鏝磨き[7]
- 墨入り鏝押え[7]
- 鏝均し[7]

### スタッコ塗り
- 櫛引仕上[7]
- 鱗押え[7]
- 鏝押え[7]

### ショットモルタル
- ササラ跳ね掛け鏝押え[7]

### 土壁塗り
- 土壁風吹き付け[7]
- 砂壁[7]
- 聚楽壁[7]

## 日本建築における左官

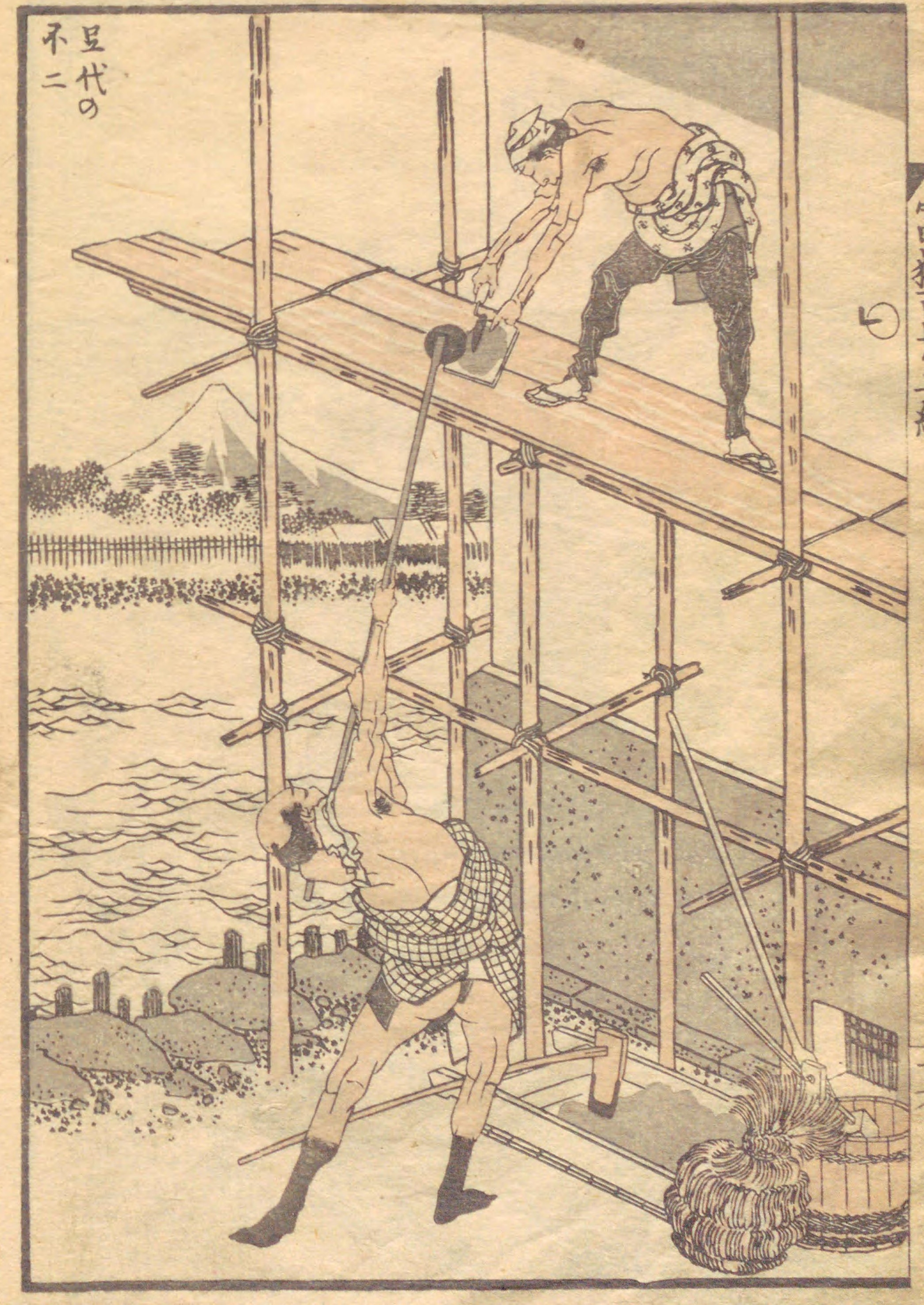
浮世絵に描かれた左官(上)

### 歴史
日本は雨の多い気候であることから、特に日本建築では湿気の調節のために土壁と漆喰の組み合わせが畳とともに重要な役割を果たしている。
日本家屋の壁は、竹などを格子状に編んだ小舞下地（こまいしたじ）の両面に、藁（わら）を混ぜた土を塗り重ねる土壁、消石灰・麻等の繊維・糊でつくった漆喰が用いられるが、それらの仕上げに欠かせない職種であり、また、かつては土蔵の外壁やこて絵など、技術を芸術的領域にまで昇華させる入江長八などの職人も現れた。
明治以降に洋風建築が登場すると、ラスや煉瓦そしてコンクリートにモルタルを塗って仕上げるようになり、日本建築以外にも活躍の場が広がる。
昭和30年代 - 40年代の高度経済成長期には、鉄筋コンクリート構造（RC構造）の建物が大量に造られ、多くの左官職人が必要とされた。戸建住宅においても、当時の内壁は綿壁や繊維壁の塗り壁仕上げが多かった。またこの頃から浴室のタイル貼りなども行うようになったほか、基礎工事、コンクリートブロック積み、コンクリート打設（打込み）時の床均しなど仕事内容も多様化していった。
しかし、その後、住宅様式の変化や建設工期の短縮化（左官が使う材料である土・漆喰・モルタルは、一般的に乾燥・硬化に時間が掛かる）の流れから、壁の仕上げには塗装やクロス等が増え、サイディングパネルや石膏ボードなど、建材の乾式化が進んだ。また、ビル・マンション工事では、コンクリートにモルタルを厚く塗らない工法に変わったことや、プレキャストコンクリート工法（工場であらかじめコンクリート製品を製作した後、現場へ運搬し設置する工法）の増加 等の要因により、塗り壁や左官工事が急速に減少、職人数も減り続けている。

### 語源
「左官」の語源は、宮中の営繕を行う職人に、土木部門を司る木工寮の属（さかん、四等官の主典）として出入りを許したことから（『日本国語大辞典』他）というものが巷間に広く知られているが、建久元年（1190年）十月に東大寺の再建大仏殿の棟上のときに大工そのほかの職人が官位を受領しているが、そのとき壁塗が左官となったこと（『玉葉』）に基づいたものとする説（『国史大辞典』）もある。一方で、実際に「左官」として使われだしたのは桃山時代からという説もある。「沙官・沙翫」と表記されていたこともある。建築の「木」に関わる職を「右官」と呼んでいた説もある。

### 資格
- 左官技能士

### 左官専門の職業能力開発校
左官専門の職業訓練を認定職業訓練として行う職業能力開発校の例を以下に示す。その他は左官科、建築関係の認定職業訓練施設一覧を参照。
- 旭川左官高等職業訓練校（北海道旭川市）
- 札幌左官高等職業訓練校（北海道札幌市）
- 有川工業株式会社有川工業訓練校（埼玉県新座市）
- 米田左官技術専修職業訓練校（東京都練馬区）
- 呉西左官高等職業訓練校（富山県高岡市）
- 富山県左官高等職業訓練校（富山県左官事業協同組合）
- 株式会社イスルギ石川県知事認可事業所内職業訓練校
- 愛知県左官高等職業訓練校（愛知県左官業協同組合）
- 福知山左官高等職業訓練校（京都府福知山市）
- 京都府左官技能専修学院（京都府）
- 京都府左官工業協同組合京都左官職業訓練校（京都府）
- 鳥取県左官業協同組合鳥取県左官高等職業訓練校（鳥取県鳥取市）
- 下野工業高等職業訓練校（山口県岩国市）
- 上内工業株式会社上内左官高等職業訓練校（熊本県）
- オオタ左官訓練センター（熊本県）
- 永野工業能力開発研修センター（熊本県）
- 宮崎高等技術専門校（宮崎県宮崎市）
- 大平工務店高等職業訓練校（鹿児島県）

## 左官を主題とする作品
- 『左官職人 こね太郎』：新沼謙治